# 切爾沃尼奧斯特里夫
49°42′8″N 26°30′57″E / 49.70222°N 26.51583°E
紅奧斯特里夫（烏克蘭語：Червоний Острів）是位於烏克蘭西部的村莊，由赫梅利尼茨基州裡赫梅利尼茨基區的沃洛奇斯克市鎮負責管轄。該村始建於1910年，面積0.3平方公里，海拔高度300米，2001年人口98，人口密度每平方公里326.7人。